# برتراند غولشميدت
برتراند غولشميدت هو فيزيائي وكيميائي ودبلوماسي وسياسي فرنسي، ولد في 2 نوفمبر 1912 في باريس في فرنسا، وتوفي بنفس المكان في 11 يونيو 2002.